# 렌나르트 비탈라
빌호 렌나르트 "렌니" 비탈라(핀란드어: Vilho Lennart "Lenni" Viitala, 1921년 11월 8일~1966년 2월 24일)는 핀란드의 레슬링 선수로 1948년 하계 올림픽 남자 레슬링 자유형 플라이급에서 금메달을 획득했다.